# Глостер (Мисисипи)
Глостер (енгл. Gloster) град је у америчкој савезној држави Мисисипи.

## Демографија
По попису из 2010. године број становника је 960, што је 113 (-10,5%) становника мање него 2000. године.
| Група             | 2000.       | 2010.       |
| Белци             | 467 (43,5%) | 319 (33,2%) |
| Афроамериканци    | 590 (55,0%) | 622 (64,8%) |
| Азијати           | 0 (0,0%)    | 0 (0,0%)    |
| Хиспаноамериканци | 19 (1,8%)   | 18 (1,9%)   |
| Укупно            | 1.073       | 960         |